# Сангре-Гранде (регион)
Сангре-Гранде (англ. Sangre Grande, Произношениео файле) — регион на острове Тринидад, Тринидад и Тобаго. Граничит с регионами Тунапуна-Пиарко, Кува — Табакит — Тальпаро и Майаро — Рио-Кларо, а также имеет выход в Атлантический океан. Площадь региона составляет почти 899 кв. километров, он является самым большим регионом Тринидада и Тобаго.
Главой региона на 2019 год является Анил Ютерам.
Регион Сан-Хуан — Лавентиль разбит на 8 избирательных округов:

## Население
В регионе по данным переписи 2011 года проживает 75 766 человек.
| Раса                | 2011    |
| ------------------- | ------- |
| Индо-тринидадцы     | 31.03 % |
| Афро-тринидадцы     | 30 %    |
| Смешанные расы      | 22.9 %  |
| Дугла               | 12.8 %  |
| Белые тринидадцы    | 0.09 %  |
| Коренные тринидадцы | 0.1 %   |
| Китайцы             | 0.1 %   |
| Арабы               | 0.006 % |
| Другое              | 0.09 %  |
| Неизвестно          | 2.5 %   |